# Пшодково (гмина)
Пшодково (пол. Przodkowo) — сельская гмина (волость) в Польше, входит как административная единица в Картузский повет, Поморское воеводство. Население — 6786 человек (на 2004 год).

## Демография
| Перепись                       | Всего   | Всего | Женщины | Женщины | Мужчины | Мужчины |
| ------------------------------ | ------- | ----- | ------- | ------- | ------- | ------- |
| Единицы                        | человек | %     | человек | %       | человек | %       |
| Население                      | 6786    | 100   | 3356    | 49,5    | 3430    | 50,5    |
| Плотность населения (чел./км²) | 79,5    | 79,5  | 39,3    | 39,3    | 40,2    | 40,2    |

## Соседние гмины
1. Гмина Картузы
2. Гмина Шемуд
3. Гмина Жуково